# Källa–filter-modellen
Källa–filter-modellen är en modell för talproduktionen som används såväl för talsyntes som vid analys av talmaterial.
Källa–filter-modellen utgår ifrån en röstkälla som genererar ett ljud: en ton, ett brusljud eller en kombination av de två. Ljudet filtreras av mun- och näshålorna innan det lämnar talorganet och sänds ut i luften.
Utvecklingen av modellen beror till stor del på tidigt arbete av svenska forskare Gunnar Fant.  Andra forskare, som Kenneth Stevens och Johan Liljencrantz, har bidragit väsentligt till modellerna bakom den akustiska analysen av tal och talsyntes.
Den tonande röstkällan genereras av stämläpparna (glottis). Röstkällan påverkar i hög grad röstkvaliteten, till exempel om rösten blir knarrig eller viskande.
Det filter som mun- och näshålorna motsvarar karaktäriseras av ett antal toppar och dalar, som benämns formanter.